# Stvw
STVW („Steve W“, bürgerlich: Steve Witzlsperger) ist ein deutscher DJ, Live-Act und Musikproduzent. Insbesondere durch seine Zusammenarbeit mit DJs wie Timmy Trumpet, W&W, Cheat Codes oder Bands wie Electric Callboy erreichte er internationale Beachtung. STVW spielt regelmäßig auf großen Musikfestivals wie Parookaville oder World Club Dome, bekannten Clubs wie dem Bootshaus sowie internationale Shows in Europa, Kanada und Asien. Sein Stil wird Punk Rave genannt und zeichnet sich durch eine Überschneidung von Electronic Dance Music und Elementen aus Emo, Pop-Punk & Rock aus. Ein zusätzliches Alleinstellungsmerkmal sind seine Liveshows mit E-Gitarre und Drummer.

## Werdegang
STVW begann 2015 seine ersten Songs, die dem Genre Big-Room zuzuordnen sind, auf Soundcloud zu veröffentlichen. Unter anderem erlangte er durch seine Bootlegs Aufmerksamkeit von DJs wie Hardwell, Blasterjaxx, W&W und Ummet Ozcan. Im Jahr 2018 folgte mit Lean Back seine erste Veröffentlichung auf Revealed Recordings. Nach und nach wurden weitere Singles auf dem niederländischen Label veröffentlicht. 2019 erschien sein Remix für den Song I Feel Ya von US-Trio Cheat Codes und der norwegische Sängerin Ina Wroldsen. Der Durchbruch gelang ihm 2021 mit seinen Songs Heartbreak und Time Capsule zusammen mit AXMO auf W&W´s Label Rave Culture, welche beide eine Mischung aus dem klassischen Big-Room und Trance sind.
Im folgenden Jahr entstand eine Kollaboration zusammen mit dem britischen DJ Ben Nicky. Die Single heißt Soulmate und hielt sich mehrere Wochen auf #1 der Hard-Dance Beatport Charts und wurde unter anderem von Timmy Trumpet, Dimitri Vegas & Like Mike, W&W oder auch Hardstyle-Duo Da Tweekaz unterstützt. Mit dieser Single startete für STVW auch die Ära seines Punk-Rave Sounds, welcher eine Kombination aus EDM und Elementen des Pop-Punk / Rock ist. Noch im selben Jahr erschien ein Song in Zusammenarbeit mit W&W´s Trance-Alias NWYR und AXMO namens Music In The Air, welcher eine Mischung aus experimentellem Trance und Rock ist.
2023 erschien zusammen mit dem australischen DJ Timmy Trumpet und Hardstyle-DJ Dr Phunk die Single The Money auf Spinnin’ Records. Im weiteren Verlauf des Jahres erschienen noch zusätzliche Punk-Rave Songs und Kollaborationen mit Tungevaag und ein offizieller Remix für den viralen deutschen Hit Lebenslang von Tream zusammen mit DJ-Duo HBz. Der Remix für Lebenslang wurde zum festen Bestandteil der Festivalsets von DJs wie W&W und Timmy Trumpet in Deutschland.
Im Jahr 2024 startete STVW mit der Veröffentlichung seiner Punk-Rave Coverversion des Sum 41 Hits Still Waiting aus 2002. Dieser erhielt bereits vor Veröffentlichung auf Sozialen-Medien wie TikTok und Instagram mehrere Millionen Aufrufe. Des Weiteren folgten Lieder in Zusammenarbeit mit dem amerikanischen Duo Breathe Carolina und HBz. Im Mai desselben Jahres folgte eine EDM-Neuauflage des Green Day Songs Boulevard of Broken Dreams.
Zusätzlich zu seinen eigenen Songs ist STVW auch als Produzent für andere Künstler tätig. 2024 war er an der Single Kamikaze von Tream und Finch beteiligt, welche es in die deutschen Charts auf Platz 29 schaffte.
2025 erschien eine offizielle Version des blink-182 Hits All The Small Things aus dem Jahr 1999 zusammen mit Timmy Trumpet. Im selben Jahr veröffentlichte STVW zusammen mit Electric Callboy´s alter ego 'Electric Bassboy' einen offiziellen Remix des Songs Elevator Operator, welcher zuvor auf Rock Am Ring und Rock Im Park seine premiere feierte.

## Einflüsse
STVW beschreibt seine Musik in mehreren Interviews als eine Mischung aus EDM und Pop-Punk / Punk-Rock. Seine Haupteinflüsse dabei sind Bands und Künstler wie blink-182, Sum 41, Green Day, Paramore, Bring Me The Horizon oder Machine Gun Kelly.

## Diskographie

### EPs
- 2020: Sideways

### Singles
2015:
- Make It Bounce

2017:
- Going Down

2018:
- One Love (mit Trifo)
- Trappin (mit Skytters)
- Lean Back (mit VillanZ)
- Pump It (mit Sebastian Mateo)

2019:
- Just Wanna Love You
- Kingston
- Torero
- Phantom (mit KEVU)

2020:
- Temple
- Collide
- Middle Fingers (mit L3N)
- Pump It (mit Sebastian Mateo)
- Control Your Mind (mit ANG)
- Habanero (mit NAEMS)

2021:
- Heartbreak
- Colors
- Memories
- Summer Rave
- Knockout (mit Justin Prime)
- Time Capsule (mit AXMO)
- Love Drunk

2022:
- With You (mit KEVU)
- Soulmate (mit Ben Nicky)
- Riot
- Stay With Me
- Music In The Air (mit W&W & AXMO)
- Burning
- Lost Soul (mit Sandro Silva)
- Moshpit (mit KEVU)

2023:
- The Money (mit Timmy Trumpet & Dr Phunk)
- Ready Or Not
- Ready To Rock
- Lovers On The Run (mit Tungevaag)
- Rave Workout
- In My Head
- Inferno
- One Last Fight
- Chemical Heartbeat

2024:
- Still Waiting
- Long Night (mit Breathe Carolina)
- Gone Forever (mit HBz)
- Boulevard of Broken Dreams
- Sk8er Boi
- Good Time
- Mr. Brightside
- Here Without You
- Rockstar Rave

2025:
- All The Small Things (mit Timmy Trumpet)
- Welcome To My Life (mit Story Untold)
- Alone Here (mit Micah Martin)
- THNKS FR TH MMRS
- Behind Blue Eyes

### Remixe
2019:
- FANNYPACK – Simple
- Rafman – Wayside
- Cheat Codes, Ina Wroldsen, Danny Quest – I Feel Ya
- Steve Void, Andy Marsh – Closure

2023:
- Tream – Lebenslang

2025:
- Electric Callboy – Elevator Operator